# Буржинський Павло Васильович
Буржинський Павло Васильовича (25 січня 1858, Царське Село, Петербурзька губернія — 5 квітня 1926, Путивль Сумської області — фармаколог, професор, доктор медицини.

## Біографія
Буржинський Павло Васильовича народився 25 січня 1858 року в м. Царське Село, Петербурзької губернії у дворянській родині. Отримав домашню освіту. В 1884 році закінчив навчання у Петербурзькій військово-медичній академії. Був залишений прии академії для вдосконалення і подальшої співпраці.
Два роки — з 1888 по 1890 роки з науковою метою перебував у відрядженні в містах Берлін, Відень, Париж, Страсбург.
Буржинський Павло Васильович помер 5 квітня 1926 року у місті Путивль Сумської області

## Професійна діяльність
1890 року працював на посаді приват-доцента Петербурзької медичної академії. З 1891 року по 1907 рік він працював професором Томського університету, а з 1911 по 1915 рр. був професором Петербурзького психоневрологічного інституту. Відомий як основоположник експериментальної фармакології. Написав низку статей на основі досліджень фармакології і токсикології

## Наукові дослідження
Павло Буржинський досліджував вплив різноманітних лікарських препаратів на організм. Також В. Буржинський вивчав отруєння серцевими глікозидами у перехідних і токсичних стадіях.

## Досягнення
- 1991 рік — отримав вчене звання професора